# Asplenium diversifolium
Asplenium diversifolium là một loài dương xỉ trong họ Aspleniaceae. Loài này được Loudon mô tả khoa học đầu tiên năm 1832.
Danh pháp khoa học của loài này chưa được làm sáng tỏ. 